# Sinagoga de Cuneo
La sinagoga de Cuneo, ubicada en via Mondovì, es un ejemplo aún intacto de una sinagoga de gueto piamontés, renovada durante la era de la emancipación judía en Italia.

## El edificio
La sinagoga de Cuneo fue construida en 1611 en el corazón del gueto recientemente establecido. El lugar de culto permaneció ininterrumpido en la misma zona, pero en 1884, tras la emancipación, el templo fue completamente renovado tanto por fuera como por dentro. Quedan dos placas como recordatorio del antiguo edificio. El primero recuerda la dedicación del templo en 1611; el segundo celebra un feliz acontecimiento (el "Purim de la bomba"), cuando en 1799 con motivo del asedio de las tropas napoleónicas a la ciudad de Cuneo un disparo de cañón penetró en la sinagoga durante una función sin causar bajas entre los numerosos presentes.
Con la reestructuración del siglo XIX, la sinagoga adquirió en primer lugar una gran  fachada, ya que estaba excluida de las antiguas sinagogas del gueto, que debían permanecer ocultas dentro de edificios anónimos. De sobrio estilo barroco, la fachada de la sinagoga de Cuneo se abre a la calle con dos puertas arqueadas de madera oscura, rodeadas de piedra y coronadas simétricamente por un par de ventanas. La fachada está separada del resto de edificios del gueto y enmarcada por dos columnas con frisos corintios, unidas por una gran cornisa. Destaca una inscripción en hebreo para decorar el arquitrabe: "Me harán un santuario y yo viviré entre ellos" (Ex 25,8). Sobre la cornisa se repite el motivo de las dos columnas que enmarcan tres pequeñas ventanas.
Un tramo de escaleras conduce al primer piso, donde a la derecha hay una pequeña sala que alguna vez se usó como escuela y biblioteca, que aún conserva el mobiliario original. En las salas adyacentes se creó en 2017 la Biblioteca "Davide Cavaglion", que recopila textos de la historia de los judíos en Cuneo y en Piamonte, con una sala de conferencias contigua.
En el segundo piso está la sala de oración rectangular. Las paredes y el techo grises están decorados con marcos dorados, inscripciones hebreas y candelabros. Dos pares de grandes ventanales y un gran candelabro central de hierro forjado y cristal iluminan la estancia. Los bancos están todos colocados en la dirección del Aron y el Bimah, ambos ubicados en el lado este, de acuerdo con la tendencia del siglo XIX que era proclive a que la estructura de la sinagoga fuera más similar a una iglesia. El armario de madera pintada es un ejemplo del barroco veneciano, con decoraciones de elementos litúrgicos y dorados.
Un tercer tramo de escaleras conduce al matroneo, que está iluminada por las ventanas de la fachada y da a la sala de oración con una balaustrada de madera.
Aunque la comunidad judía de Cuneo se reduce hoy a unas pocas familias, la sinagoga todavía se utiliza para el culto y está abierta regularmente para visitas.

## Galería de imágenes

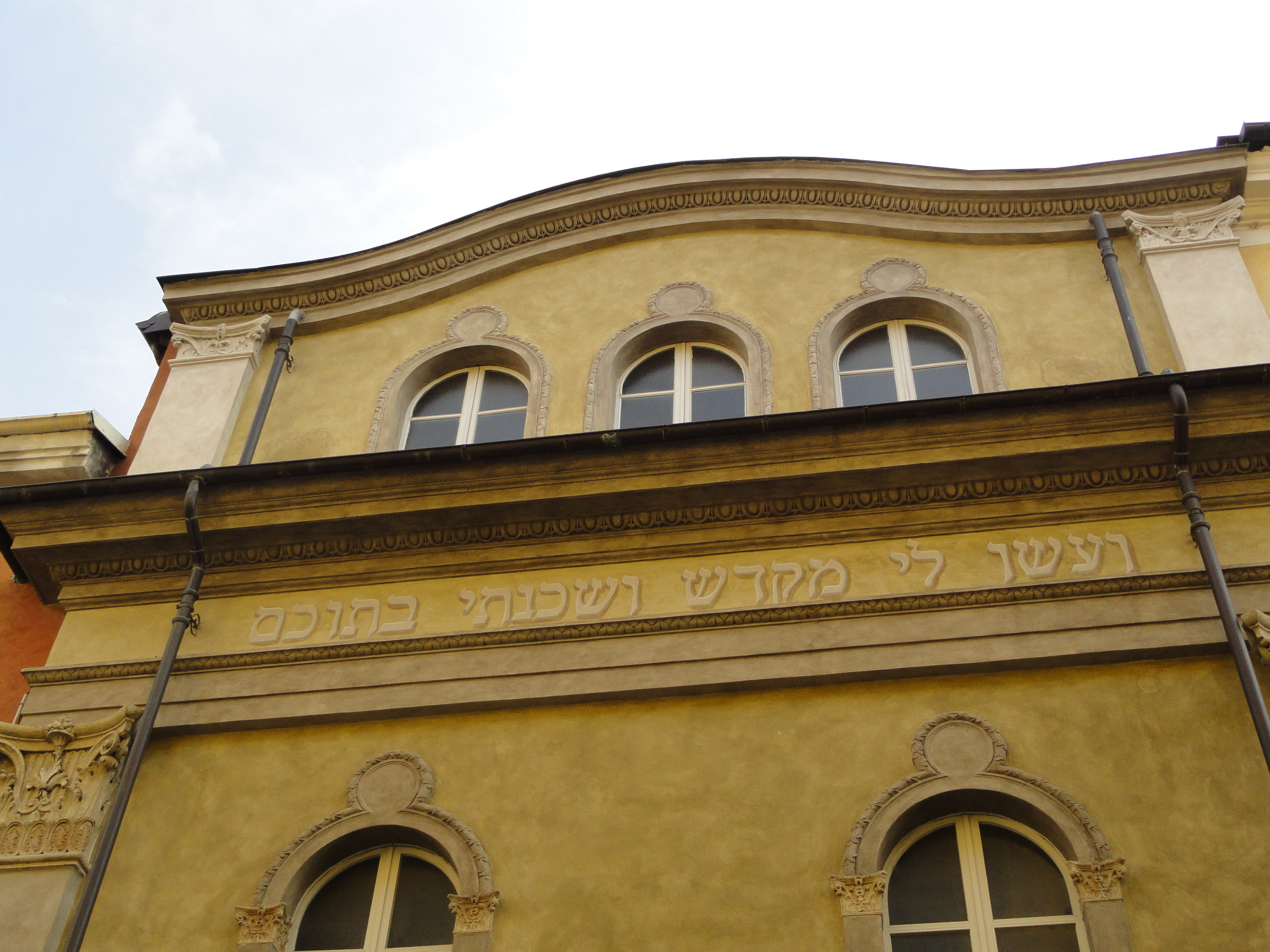
Inscripción hebrea en la fachada
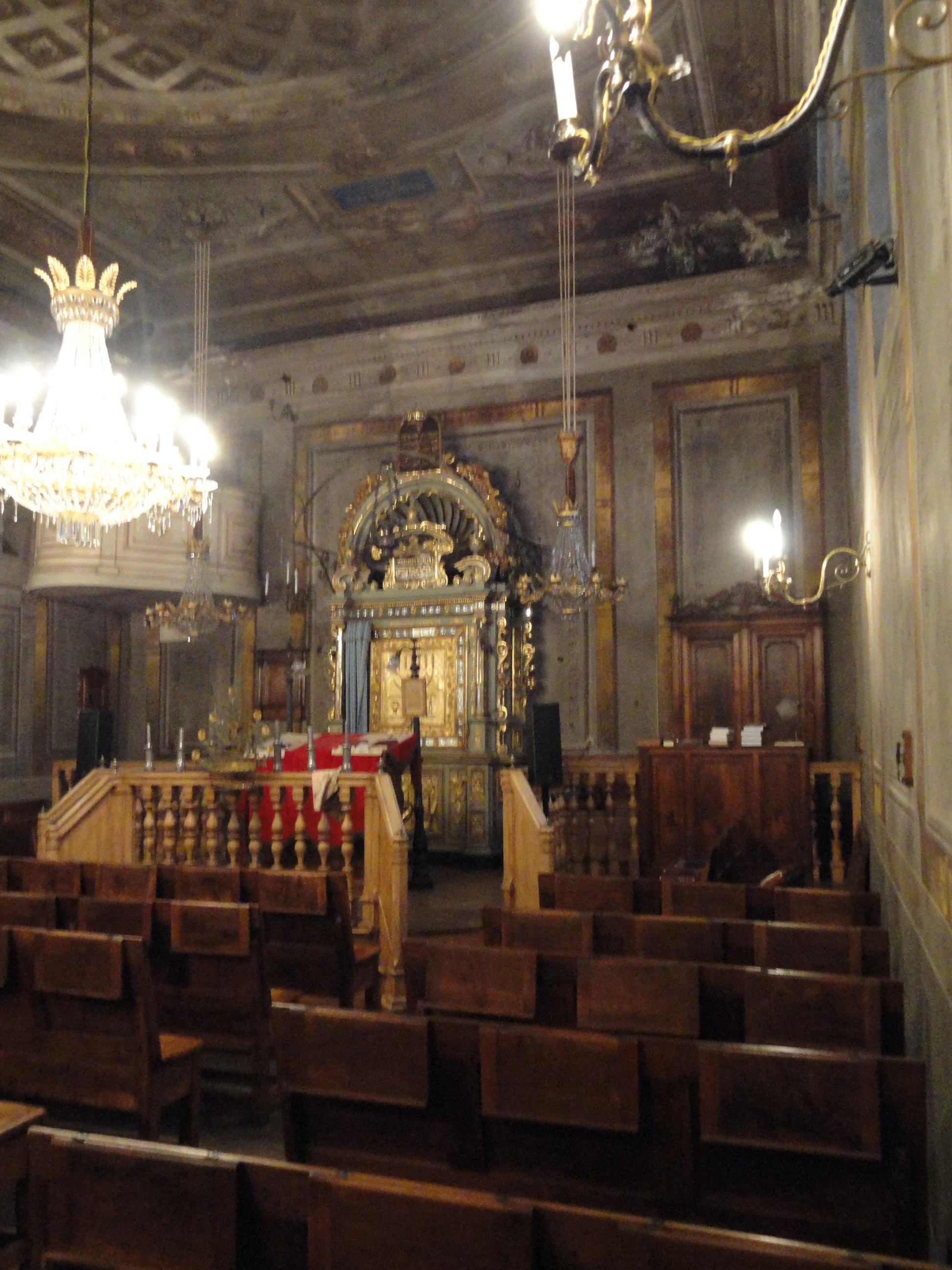
Tevah y el arca santa
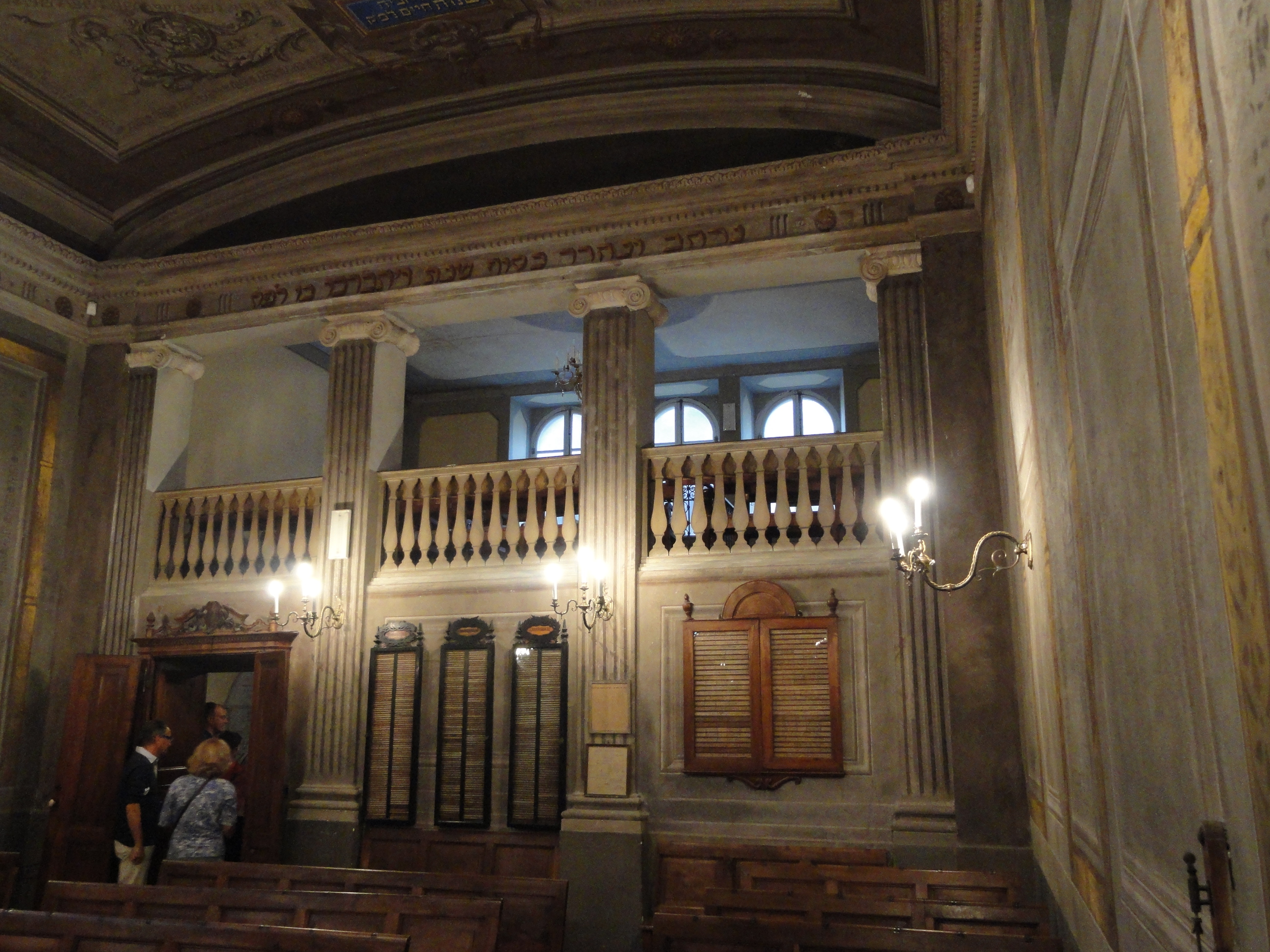
la galería de mujeres
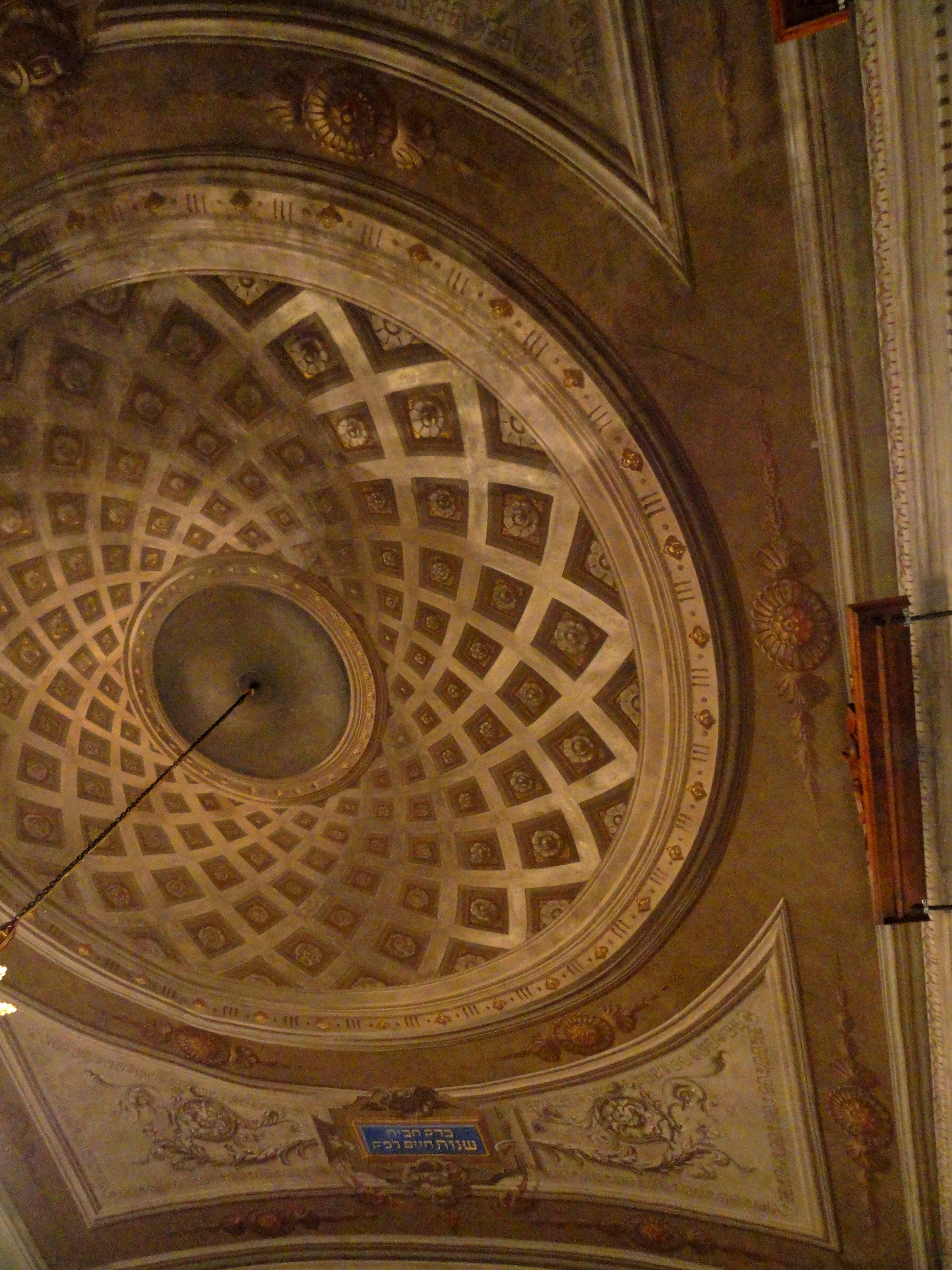
El techo

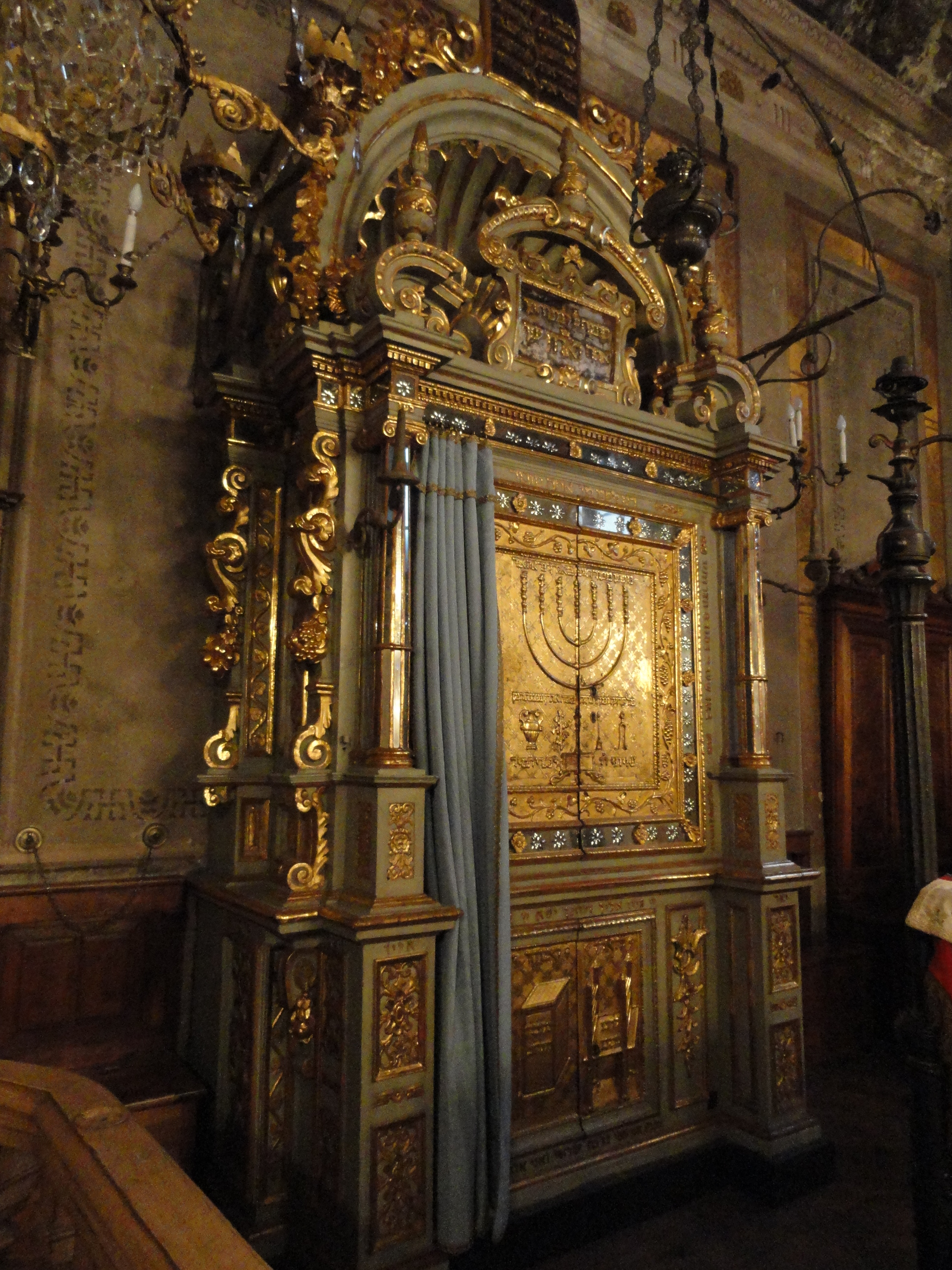
El arca santa
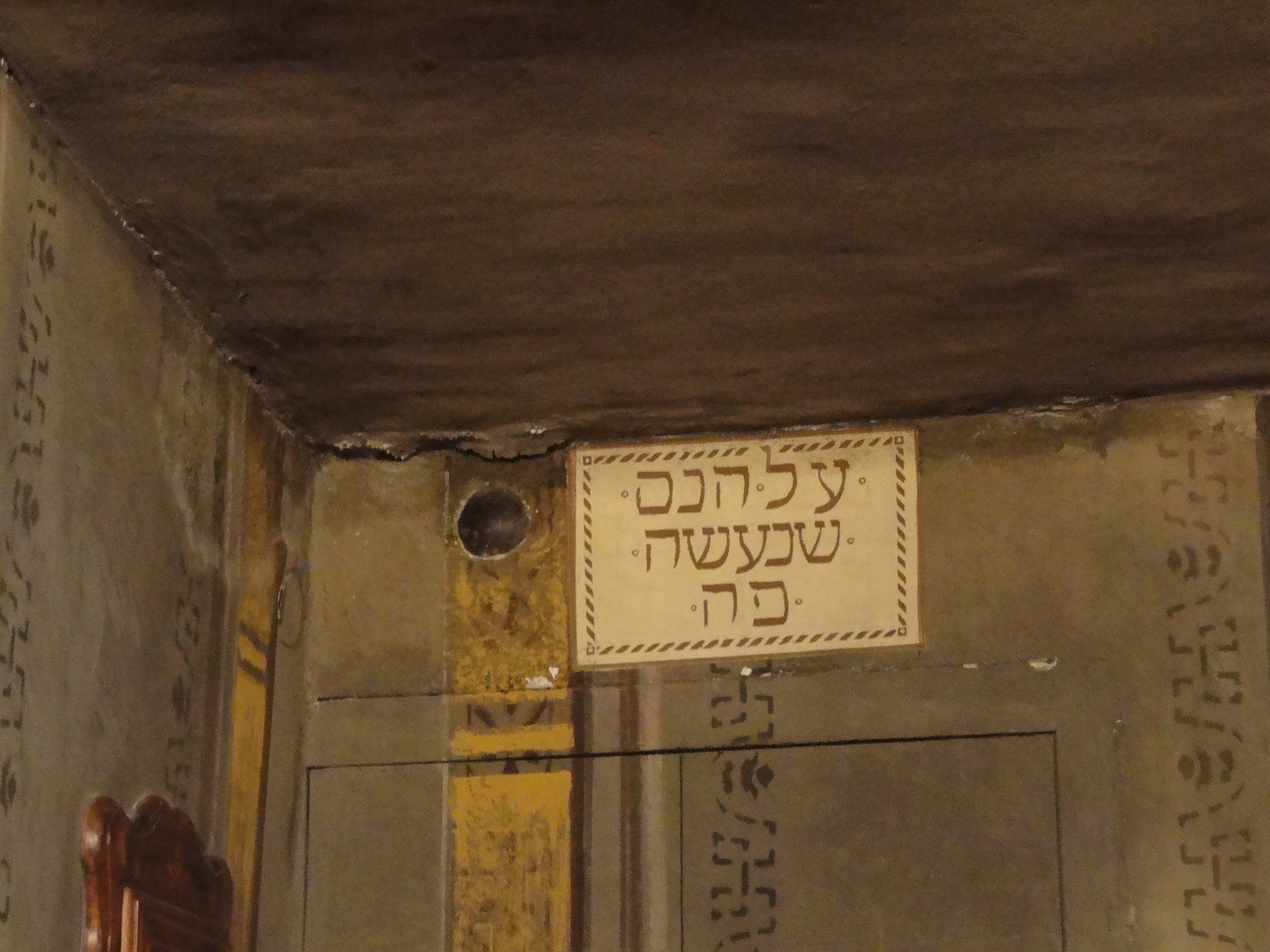
la bala de cañón clavada en la pared
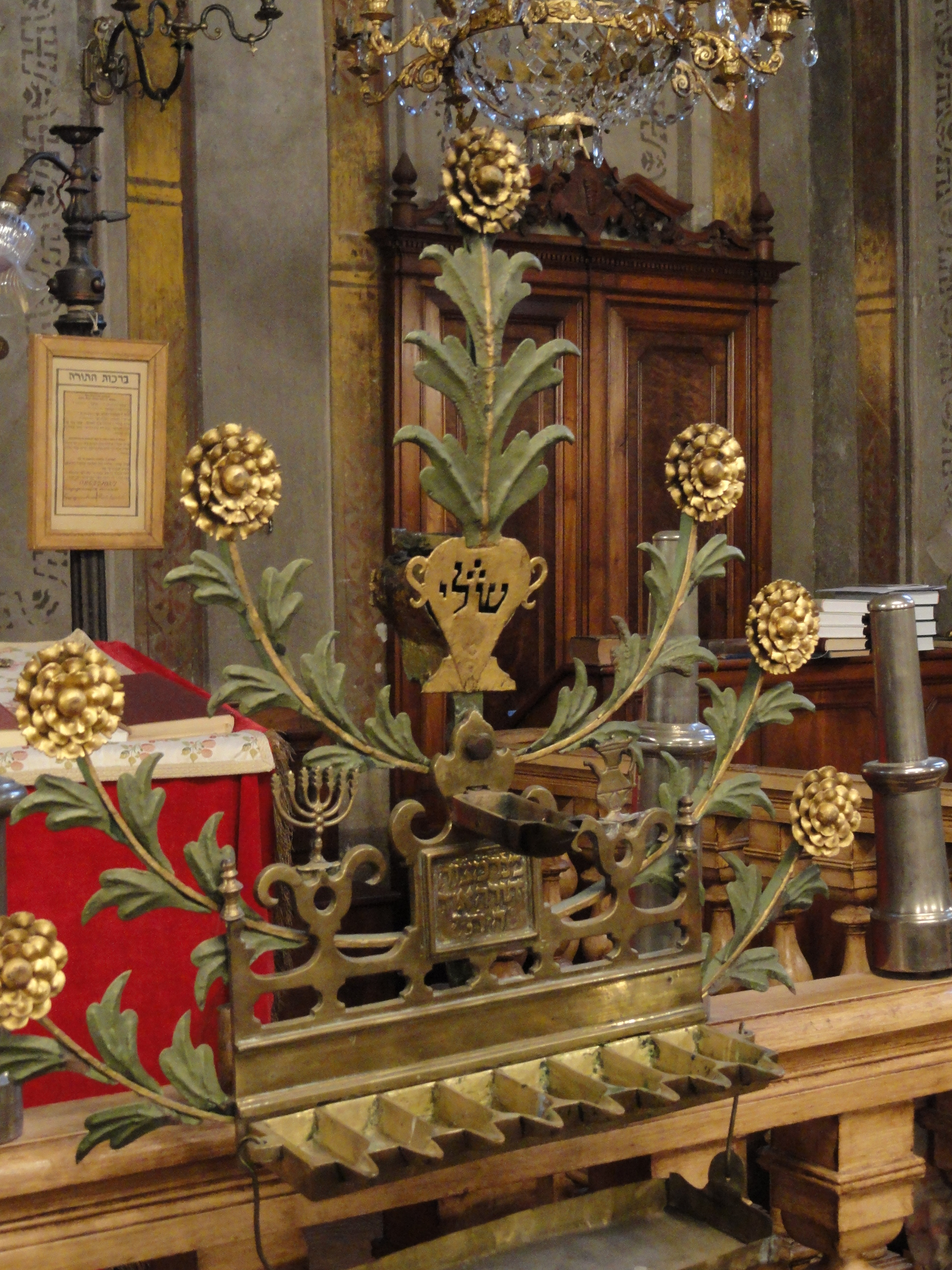
Candelero
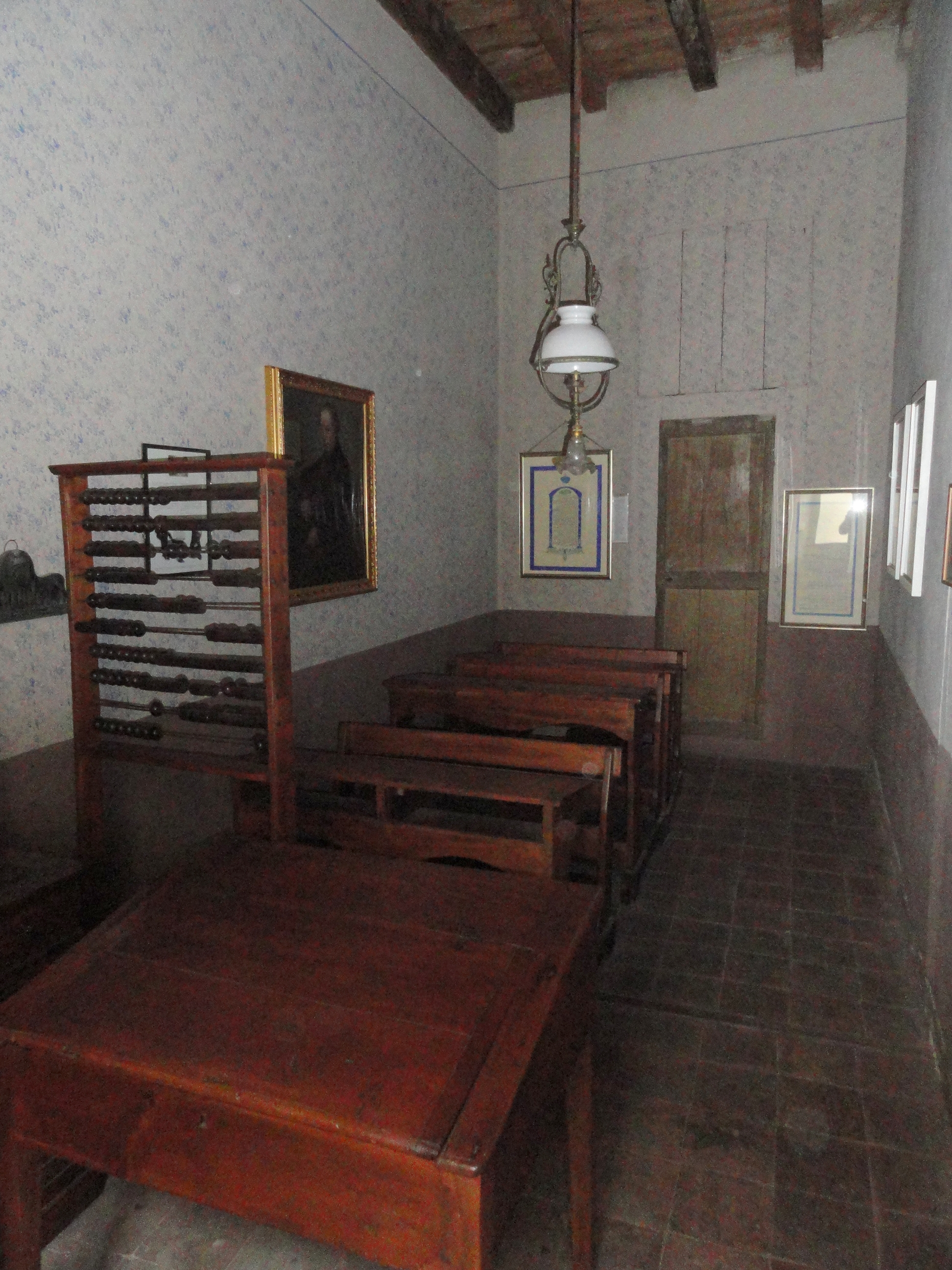
Las instalaciones de la escuela

## Otros proyectos
- Wikimedia Commons contiene imágenes u otros archivos de la sinagoga di Cuneo